# T'lmintsi
T'lmintsi ou T'lminci (en macédonien Т'лминци) est un village du nord-est de la Macédoine du Nord, situé dans la municipalité de Kriva Palanka. Le village comptait 73 habitants en 2002.

## Démographie
Lors du recensement de 2002, le village comptait :
- Macédoniens : 73